# Desmodium dillenii
Desmodium dillenii là một loài thực vật có hoa trong họ Đậu. Loài này được Darl. miêu tả khoa học đầu tiên.